# Mà d'Irulegi
La mà d'Irulegi és un artefacte arqueològic trobat en un poblat de l'edat del ferro prop del castell d'Irulegi, a la vall de l'Aranguren.
Es tracta d'una téssera de bronze que conté una inscripció en una variant de l'escriptura ibèrica nord-oriental. Es creu que es tracta d'un text apotropaic, utilitzat per portar bona sort, col·locat a l'entrada d'una casa.
Va ser descoberta per l'arqueòleg Mattin Aiestaran el 18 de juny de 2021 i presentada a la premsa el 14 de novembre de 2022 pel Govern de Navarra i la Societat de Ciències Aranzadi.

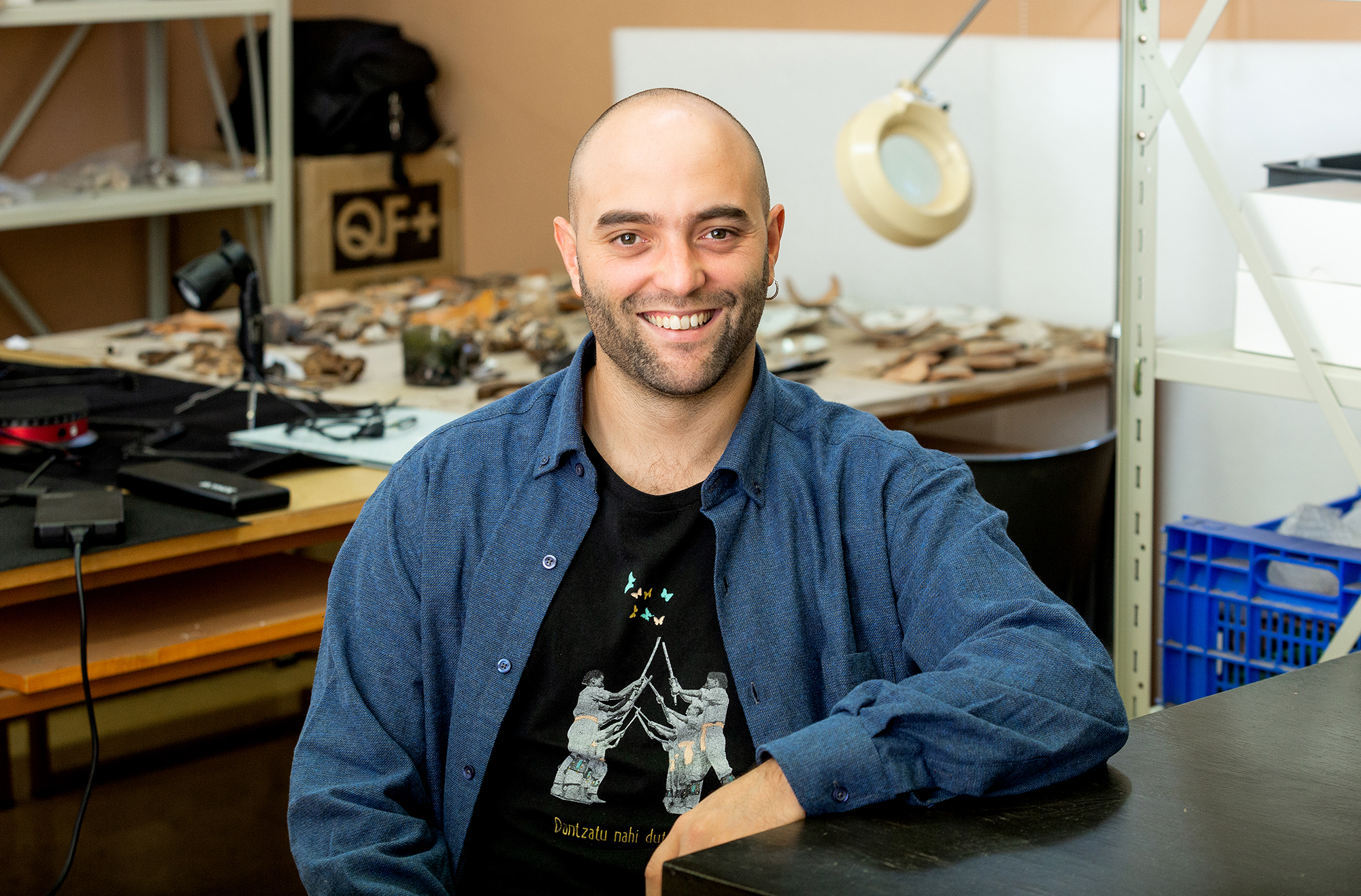
Mattin Aiestaran, arqueòleg (Dani Blanco, Argia, 2022)

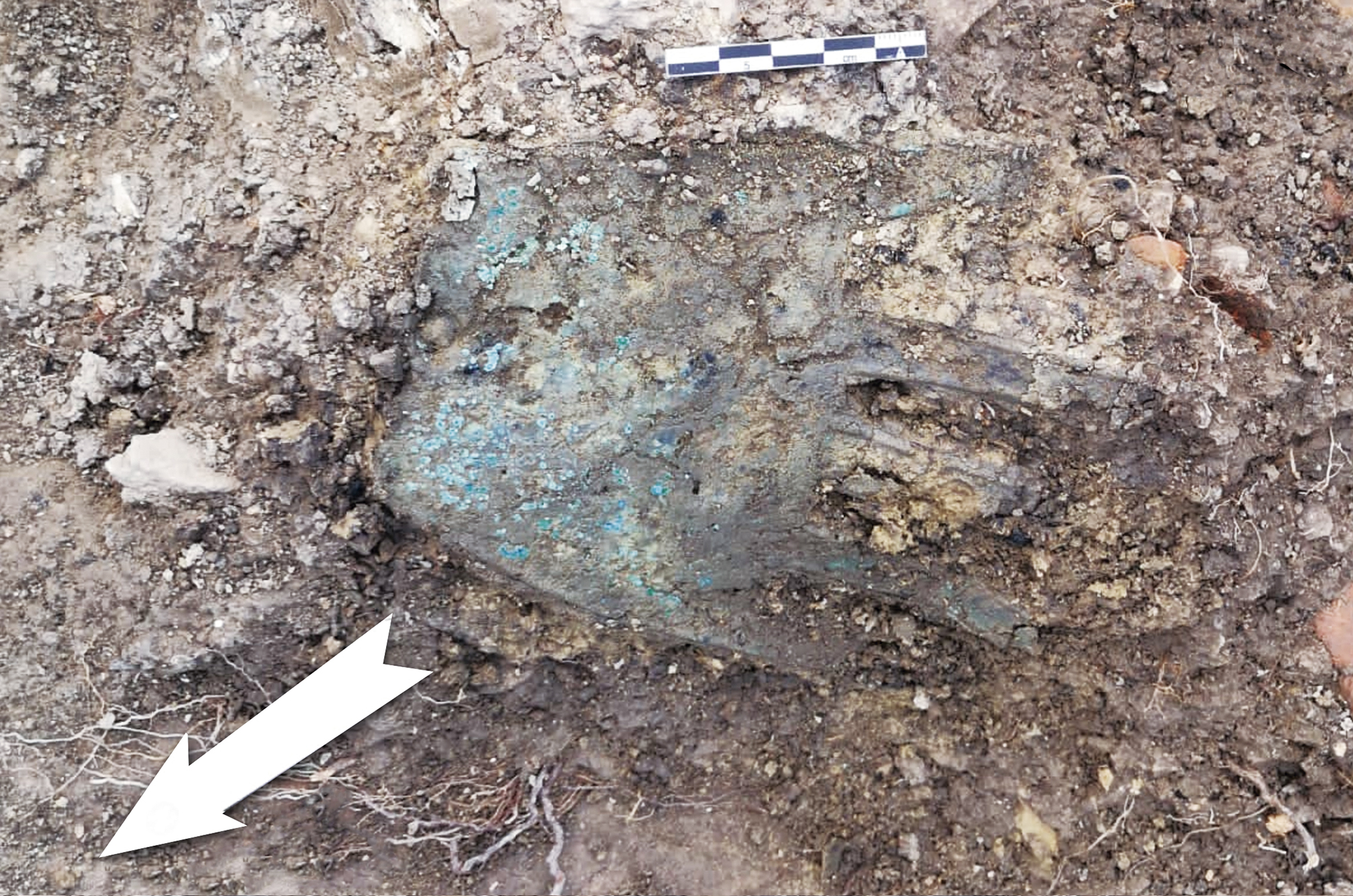
Fotografia del descobriment de la mà d'Irulegi

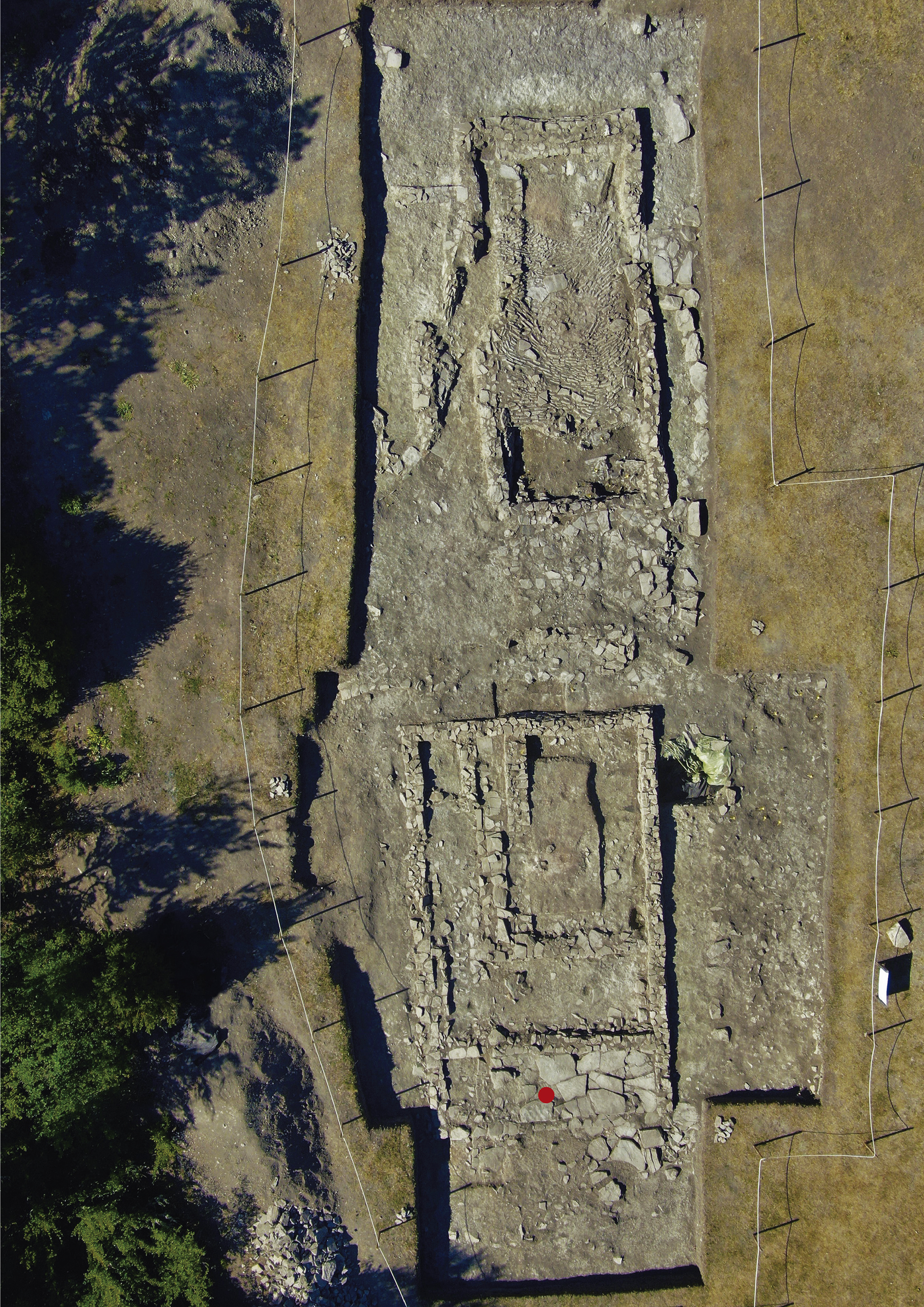
El lloc exacte on es va trobar la mà d'Irulegi

## Context
Es va trobar en un poblat de l'edat del ferro prop del Castell d'Irulegi. El poblat fou abandonat cap al segle i aC. Tenint en compte tot el material trobat a la zona, es pensa que els habitants van haver d'abandonar-ho tot a casa i fugir.

## Característiques
El material de base és el bronze, i la seva pàtina és de 53% d'estany, 41% de coure i 2% de plom; una cosa habitual en els aliatges antics, segons Aranzadi. Sembla una mà dreta a mida real. La zona del palmell és plana i les ungles estan marcades, encara que tres dels dits no estan ben conservats.
Els dits estan mirant cap avall, la qual cosa es dedueix per un forat amb un diàmetre de sis mil·límetres i mig a la part superior, al voltant del canell. Després d'examinar l'entorn del forat, es va descobrir que la peça no estava penjada, sinó clavada a un suport tou, probablement fusta. Fa 143 mil·límetres d'alçada, un mil·límetre de gruix i 128 d'ample, i pesa 36 grams.

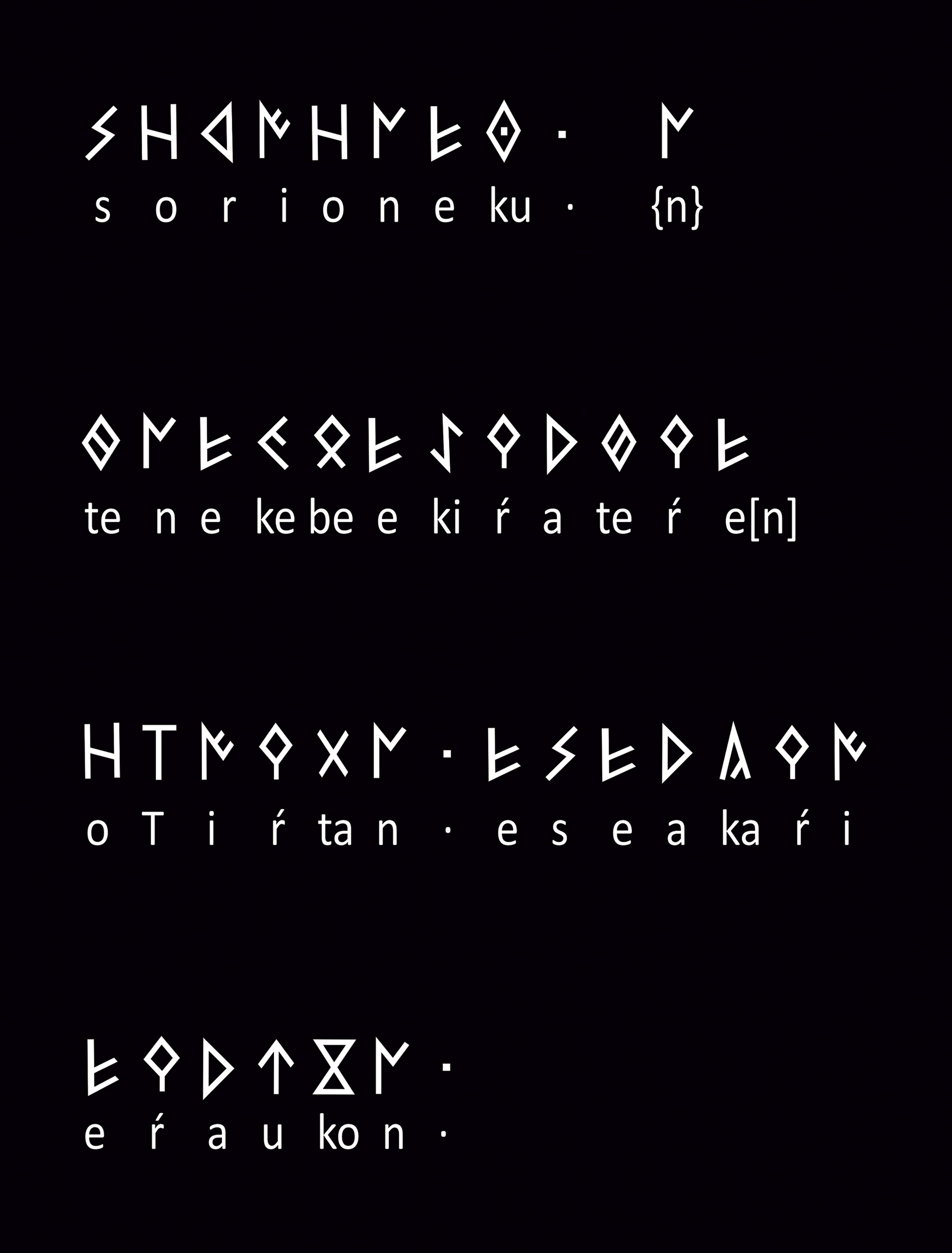
text original i transcripció

## Text
Tot i que la inscripció es pot llegir a partir de l'escriptura ibèrica nord-oriental, hi ha un signe en forma de "T" que només apareix en l'abecedari de Can Rodon i dos tipus de monedes creades al País Basc: oTtikes i uTambaate.
Ara per ara, només s'ha pogut interpretar amb seguretat la primera paraula, transcrita com a «SORIONEKU» i que es pot relacionar amb l'èuscar zorioneko «afortunat». La resta del text encara no es pot traduir:
| « | sorioneku · {n} tenekebeekiŕateŕe[n] oTiŕtan · eseakaŕi eŕaukon · | » |

## Opinió dels experts
Els experts que van examinar primer la inscripció que conté la mà d'Irulegi prengueren en consideració, d'una banda, la importància del descobriment des del punt de vista de la lingüística històrica; i, d'altra, la certesa que es tracta d'un text en llengua vascònica.
Joakin Gorrotxategi, lingüista de l'EHU, va fer notar que la troballa de la mà es va fer amb plenes garanties arqueològiques, ja que el procés d'excavació va ser recollit amb vídeo i fotografies, i topogràficament documentat com la resta d'objectes trobats en aquell indret. Pel que fa a la inscripció, va donar especial importància a la seva integritat: «Quatre línies, amb un començament i un final. Això és molt important: tenim la inscripció sencera. No hem trobat un fragment de l'objecte amb una part de la inscripció». A més, va remarcar que les lletres hi poden ser llegides sense gaire dificultat: «Tret d'una lletra o, a tot estirar, dues, es pot llegir, les lletres s'identifiquen bé».
Javier Velaza, epigrafista i professor de la Universitat de Barcelona, va assegurar que la troballa de la mà d'Irulegi obre una via d'investigació insospitada, ja que considera que no hi ha cap dubte sobre la llengua del text: «Hi ha una sorpresa: la primera paraula és sorioneku, cosa per la qual es pot interpretar i comprendre de seguida que el text està escrit en llengua basca».

## Propostes alternatives de traducció
Per la seva banda, Manuel Civera Gómez, membre del Centro Arqueológico Saguntino, considera que es tracta d'un text ibèric traduible a través del basc actual. Segons el seu recompte, el text conté un 66% de paraules existents en el basc, i la resta no li són alienes, fet pel qual veu viable la seva traducció a través de la identificació de paraules ibèriques i la seva comparació amb l’èuscar. Aquesta pràctica de caràcter bascoiberista ha estat molt discutida per alguns experts com Joseba Andoni Lakarra, considerant que la idea d’una àrea lingüística basc–ibera és molt feble i que la major part de les semblances no són més que homofonies sense valor probatori.
Per a Civera, la suposada "T" que Gorrotxategui i Velaza consideren un signe vascó correspon realment al signe bilabial sord de l'escriptura ibèrica nord-oriental amb un traç afegit a la part superior, present a les esteles de l’Arc de Sant Antoni de Barcelona i a la de Sinarques. D'aquesta manera, la seva transliteració al nostre alfabet seria segons Civera: 
| « | Sorioneku · [e]n · de Neke Be [e]gi-r a de [e]re · opair dan · ese a gar i · Erau Gon. | » |

A partir d’això, l’autor, seguint la seva metodologia, proposa la següent traducció:
| « | Benaurat (de) Neke Be per haver estat elegit també tu gar generós. Erau Gon. Segons explica Civera, un gar és literalment “flama” en basc, però en sentit figurat designava el representant a l’assemblea del poble, una mena de càrrec polític i militar destacat. Neke Be i Erau Gon són noms de persona: el primer és qui rep la felicitació i el segon és l'emissor. | » |